# Boxeuropameisterschaften 2011
Die 39. Herren-Boxeuropameisterschaften der Amateure 2011 wurden vom 17. bis zum 24. Juni 2011 in der türkischen Hauptstadt Ankara ausgetragen.
Es wurden 40 Medaillen in zehn Gewichtsklassen vergeben.
Aufgrund der Weltmeisterschaften im selben Jahr nahmen viele Medaillengewinner des Vorjahres nicht an den Europameisterschaften teil.

## Ergebnisse
| Klasse                          | Gold                          | Silber                          | Bronze                                                           |
| Halbfliegengewicht (bis 49 kg)  | Salman Əlizadə Aserbaidschan  | Belik Galanow Russland          | Georgi Andonow Bulgarien Charlie Edwards England                 |
| Fliegengewicht (bis 52 kg)      | Andrew Selby Wales            | Georgi Balakschin Russland      | Alexandru Rîșcan Moldawien Vincenzo Picardi Italien              |
| Bantamgewicht (bis 56 kg)       | Veaceslav Gojan Moldawien     | Dmitri Poljanski Russland       | Răzvan Andreiana Rumänien Furkan Ulaş Memiş Türkei               |
| Leichtgewicht (bis 60 kg)       | Fatih Keleş Türkei            | Domenico Valentino Italien      | Vladimir Saruhanyan Armenien Wolodymyr Matwijtschuk Ukraine      |
| Halbweltergewicht (bis 64 kg)   | Raymond Moylette Irland       | Thomas Stalker England          | Vincenzo Mangiacapre Italien Heybatulla Hajialiyev Aserbaidschan |
| Weltergewicht (bis 69 kg)       | Fred Evans Wales              | Mahamed Nurudsinau Weißrussland | Adriani Vastine Frankreich Saal Kwatschatadse Georgien           |
| Mittelgewicht (bis 75 kg)       | Maxim Koptjakow Russland      | Adem Kılıççı TUR                | Dschaba Chositaschwili Georgien Dmytro Mytrofanow Ukraine        |
| Halbschwergewicht (bis 81 kg)   | Joe Ward Irland               | Nikita Iwanow Russland          | Imre Szellő Ungarn Hrvoje Sep Kroatien                           |
| Schwergewicht (bis 91 kg)       | Teymur Məmmədov Aserbaidschan | Terwel Pulew Bulgarien          | Bahram Muzaffer Türkei Johann Witt Deutschland                   |
| Superschwergewicht (über 91 kg) | Magomed Omarow Russland       | Roberto Cammarelle Italien      | Mikheil Bakhtidze Georgien Mihai Nistor Rumänien                 |

## Medaillenspiegel
| Rang | Land          | Gold | Silber | Bronze | Gesamt |
| ---- | ------------- | ---- | ------ | ------ | ------ |
| 1    | Russland      | 2    | 4      | 0      | 6      |
| 2    | Aserbaidschan | 2    | 0      | 1      | 3      |
| 3    | Irland        | 2    | 0      | 0      | 2      |
| 3    | Wales         | 2    | 0      | 0      | 2      |
| 5    | Türkei        | 1    | 1      | 2      | 4      |
| 6    | Moldau        | 1    | 0      | 1      | 2      |
| 7    | Italien       | 0    | 2      | 2      | 4      |
| 8    | England       | 0    | 1      | 1      | 2      |
| 8    | Bulgarien     | 0    | 1      | 1      | 2      |
| 10   | Belarus       | 0    | 1      | 0      | 1      |
| 11   | Georgien      | 0    | 0      | 3      | 3      |
| 12   | Rumänien      | 0    | 0      | 2      | 2      |
| 12   | Ukraine       | 0    | 0      | 2      | 2      |
| 14   | Ungarn        | 0    | 0      | 1      | 1      |
| 14   | Armenien      | 0    | 0      | 1      | 1      |
| 14   | Frankreich    | 0    | 0      | 1      | 1      |
| 14   | Kroatien      | 0    | 0      | 1      | 1      |
| 14   | Deutschland   | 0    | 0      | 1      | 1      |
|      | Gesamt        | 10   | 10     | 20     | 40     |